# 런던의 저공해 버스

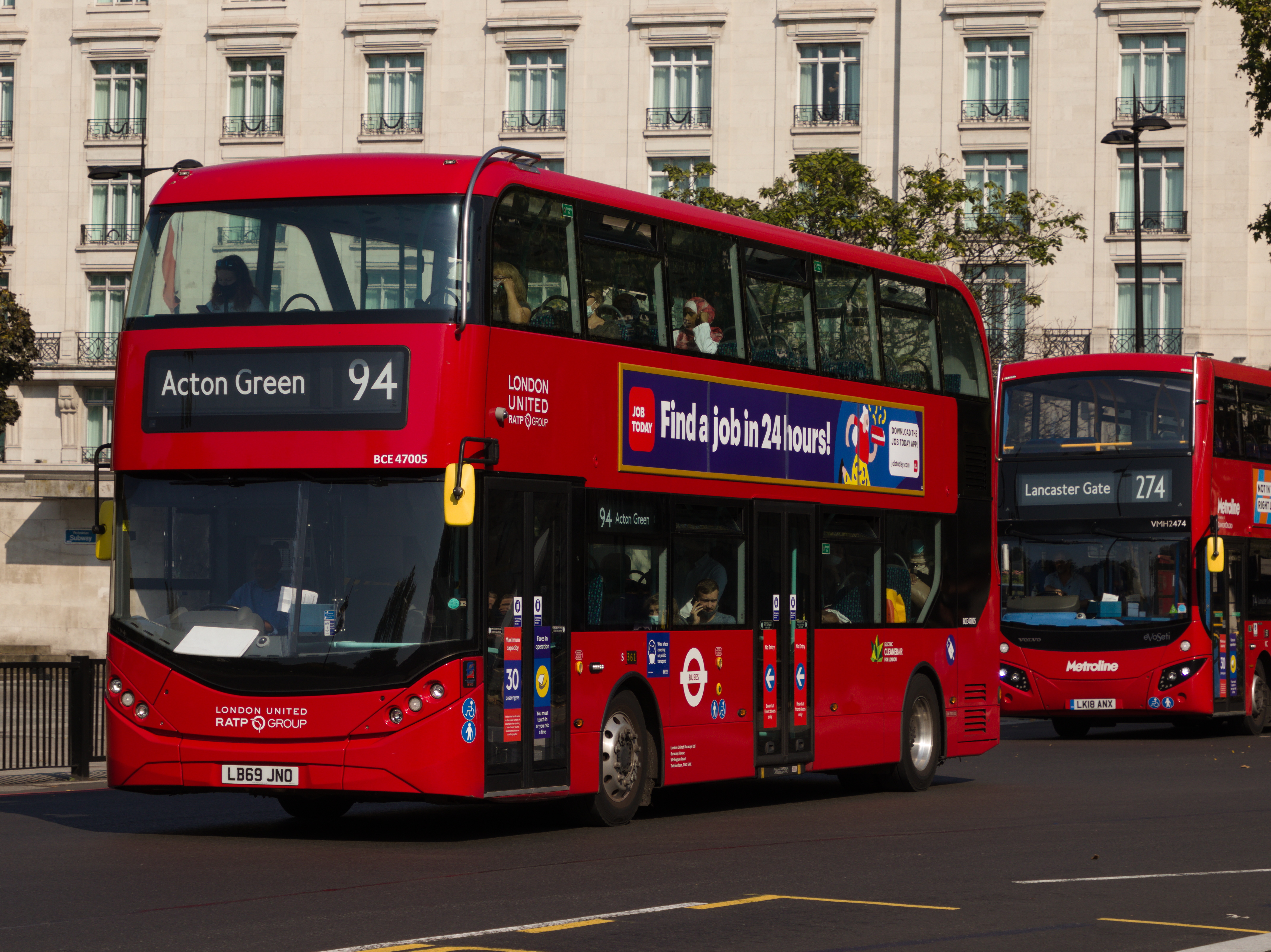
2층 배터리 전기 버스

2025년 3월 기준으로 런던에는 총 8,797대의 버스 중 3,776대의 하이브리드 버스, 1,951대의 배터리식 전기버스, 20대의 수소 연료 전지 버스가 운행 중이며, 이는 전체 버스 차량의 약 65%에 해당한다.
2021년, 노후 버스 퇴역, 디젤 차량 개조, 새로운 하이브리드 및 전기 버스 도입으로 전체 차량의 모든 버스가 유로 VI 배출 기준을 충족하거나 초과한다고 발표되었다. 2021년부터 모든 신규 버스는 무공해 차량이 될 것이며, 전체 버스 차량은 2034년까지 무공해 차량이 될 것이다. 그러나 트랜스포트 포 런던(TfL)은 추가 자금이 있다면 2030년까지 이 목표를 달성할 수 있다고 밝혔다.
2025년 6월, TfL은 2,000대 이상의 무공해 버스가 운행 중이며, 107개의 무공해 버스 노선이 있다고 발표했다. 이는 모스크바에 이어 유럽에서 두 번째로 큰 규모이다. 모스크바는 2,300대 이상의 전기 버스를 운행 중이다. TfL은 런던의 버스 차량이 뉴욕, 파리 (프랑스), 밴쿠버와 같은 다른 주요 도시보다 승객 킬로미터당 이산화탄소 배출량이 적다고 언급한다.

## 배경
2006년 런던의 이산화 탄소 배출량 중 약 20%는 운송 부문에서 발생했으며, 그중 5%는 버스에서 나왔다. 런던시는 2020년까지 배출량을 20% 줄이는 목표를 설정했다. 런던의 전체 버스 차량을 하이브리드 차량으로 전환하면 연간 약 200,000톤의 이산화 탄소 배출량을 줄일 수 있을 것으로 예상되었다. 디젤 버스는 또한 건강에 해로운 미립자 오염을 유발한다. 디젤 연료 사용을 줄임으로써 버스 운영사는 차량 운행 비용도 절감할 수 있다.
하이브리드 전기 버스는 전력 공급을 위해 전기 배터리 팩과 디젤 엔진을 함께 사용하며, 기존 디젤 엔진 버스보다 이산화 탄소(CO2) 배출량을 약 40% 적게 배출한다. 제동 시 발생하는 에너지는 하이브리드 차량의 배터리를 충전하는 데 사용된다. 배터리 전기 버스는 온보드 배터리를 사용하여 버스를 구동하는 전기 모터에 전력을 공급한다. 하이브리드 전기 버스와 달리 국부적인 배출이 없다. 하이브리드 버스와 마찬가지로 회생 제동이 배터리 충전에 사용된다. 수소 연료 전지 버스는 수소와 산소의 반응을 이용하여 전기 모터로 버스를 구동하는 전기를 생성한다. 버스에서 배출되는 유일한 물질은 물이다.

## 운행 역사
1990년대에는 루트마스터와 같은 노후 디젤 버스를 교체하고, 초저유황 디젤을 사용하며, 배기 장치에 디젤 미립자 필터를 장착하는 등 배출량 개선을 위한 초기 노력이 있었다. 2000년에는 DAF SB220 East Lancs Myllennium 버스 3대가 액화석유가스를 연료로 사용하여 밀레니엄 돔 방문객을 수송했다. 2005년 12월까지 모든 버스는 유로 II 배출 기준을 충족하며 미립자 필터가 장착되었고, 첫 번째 유로 IV 버스는 2006년 4월에 운행을 시작했다.

### 초기 시범 운행 및 테스트

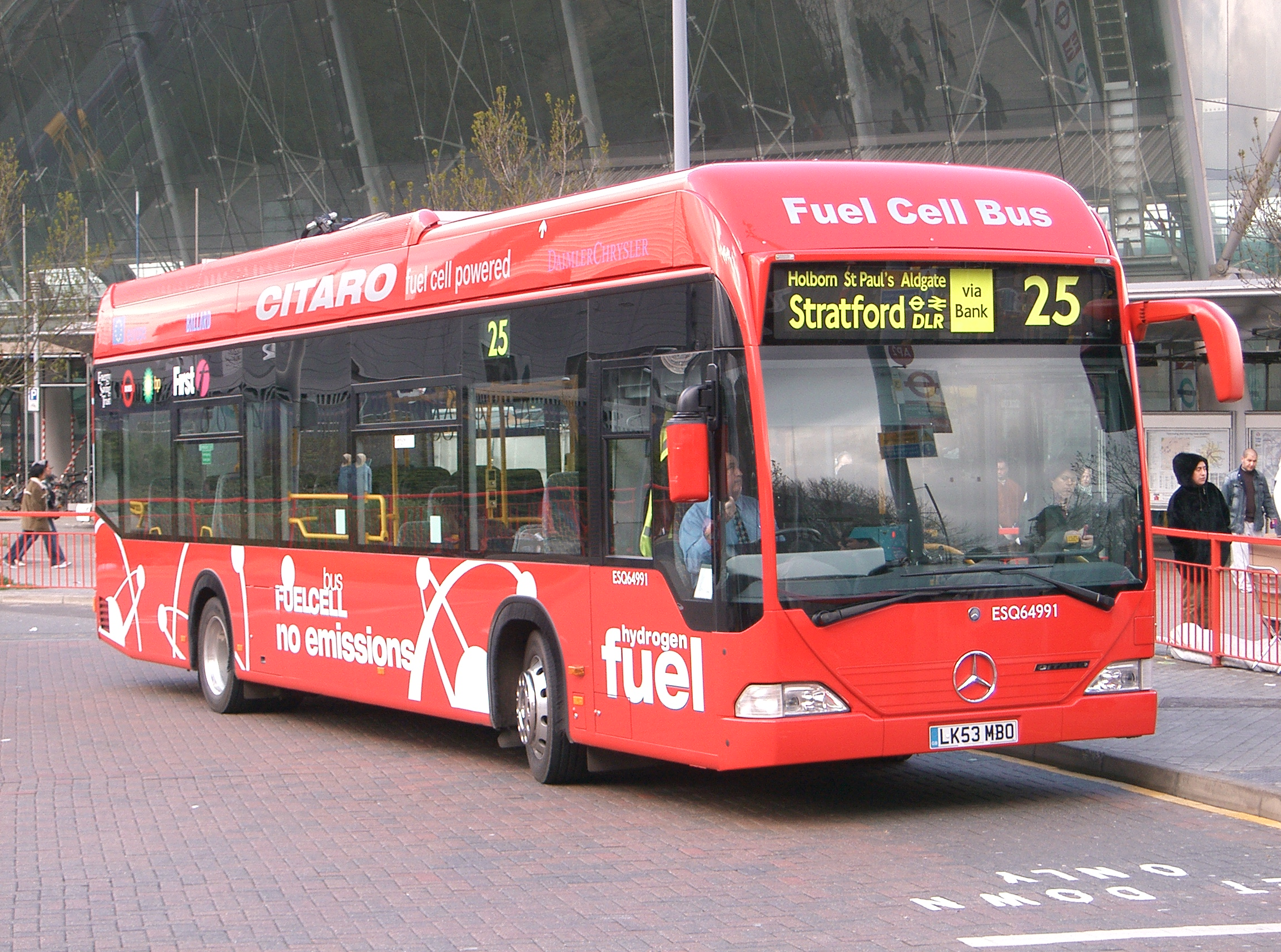
2004년 스트랫퍼드에서 운행 중인 수소 연료 전지 버스 메르세데스-벤츠 시타로

2004년 1월, 3대의 수소 연료 전지 버스가 2년 시험 운행으로 25번 노선에 도입되었다. 이 버스들은 2004년 9월 RV1번 노선으로 옮겨져, 상업 운행 피크 시간에만 테스트되었다. 이들은 2007년 1월에 철수되었다.
런던에서 처음으로 운행을 시작한 하이브리드 버스는 6대의 Wright Electrocity 단층 버스였다. 이들은 2005년 3월에 360번 노선 운행을 위해 주문되었다. 이 단층 버스들은 2006년 2월 7일 런던 시장, 켄 리빙스턴에 의해 공개되었으며, 다음 날 운행을 시작할 예정이었다. 2006년 말, 이 차량들은 디젤 엔진 과열로 인해 일시적으로 운행이 중단되었다.
런던에서 사용될 예정인 2층 하이브리드 차량은 2006년 10월에 공개되었다. 285,000파운드의 비용이 들고 Wrightbus가 제작한 이 버스는 세계 최초의 하이브리드 2층 버스였으며, 환경적 이점을 상징하기 위해 빨간색과 초록색으로 도색되었다. 이 버스는 2007년 2월 141번 노선에서 운행을 시작했다.
에탄올 연료 2층 버스는 2008년과 2009년에 트랜스데브 런던에 의해 운행되었다. 2010년, RV1번 노선에 8대의 수소 버스가 도입되었는데, 이는 2000년대 중반에 사용된 연료 전지 버스보다 훨씬 더 넓은 범위를 가졌다. 당시 이것은 유럽에서 가장 큰 수소 버스 차량이었다.

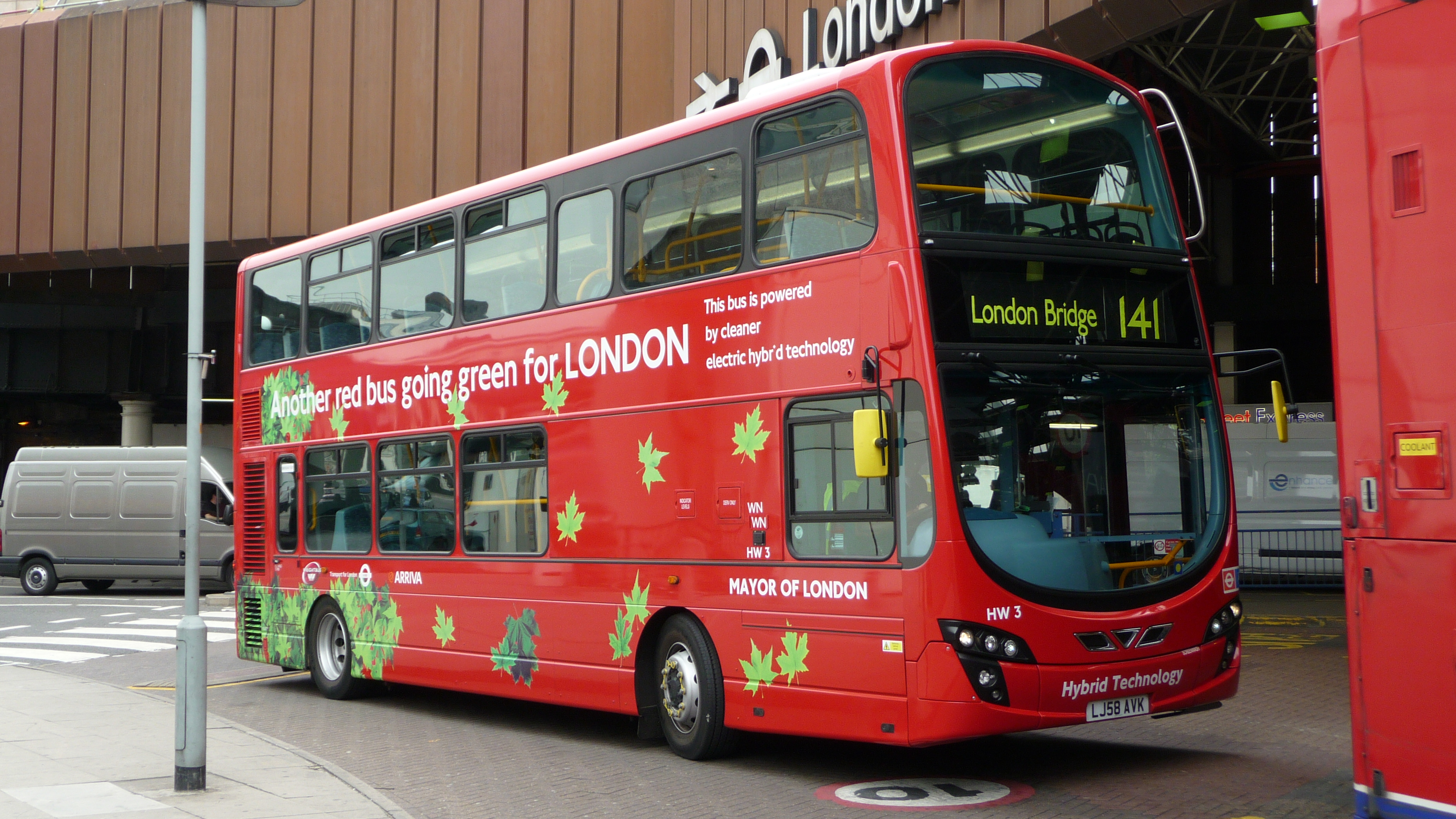
141번 노선은 세계 최초로 하이브리드 2층 버스로 운행되었다.

### 하이브리드 도입
2008년 12월, 4개의 다른 운영사가 운영하는 5개 노선에 25대의 차량이 운행을 시작했다. 2009년 7월에는 추가로 18대가 운행을 시작했으며, 6대의 볼보 B5L 2층 버스가 141번 노선의 기존 차량에 합류했다.
트랜스포트 포 런던은 2012년까지 약 300대의 하이브리드를 도입할 계획이라고 밝혔다. 이 목표는 2012년 7월에 달성되었는데, Abellio London의 알렉산더 데니스 Enviro400 2층 버스가 211번 노선에서 운행을 시작하며 300번째 하이브리드 버스가 되었다. 원래는 2012년 이후 도입되는 모든 버스를 하이브리드로 할 예정이었으나, 이 요건은 나중에 폐지되었다. 2021년까지 차량에 3,800대 이상의 하이브리드 버스가 있었다. TfL은 2025년에 버스 제조업체들이 시제품 차량 테스트 이후 하이브리드 단층 버스를 생산하지 않았다고 언급했다.
세 대의 개조된 알렉산더 데니스 Enviro400H 2층 버스에 대한 무선 충전 기술 시험이 2014년 8월에 발표되었다. 69번 노선에서 운행되는 이 차량들은 노선 양 끝의 정류장에서 견인 배터리 충전을 위한 전류를 받는다. 이 장치들은 "순수 전기" 모드로 작동하도록 의도되었지만, 표준 디젤 엔진도 장착되어 있다.

### 디젤 버스 개조
2010년대에 버스 운영사들은 연비를 개선하고 대기 오염을 줄이며 배출 기준을 충족시키기 위해 노후 버스를 개조했다. 필터 사용으로 버스 차량의 미립자 배출량은 1997년 200톤 이상에서 2008년 10톤으로 감소했다. 5,000대의 버스를 유로 VI 배출 기준에 맞게 개선하는 8,600만 파운드 규모의 3년 프로젝트는 2021년에 완료되었다.
원래 윌리엄스 포뮬러 원 레이싱 팀을 위해 개발된 탄소 섬유 플라이휠을 사용하는 KERS는 기존 2층 버스에 개조 장착되도록 변경되었다. 2014년부터 2016년까지 고-어헤드 그룹의 버스 500대에 이 기술이 장착될 예정이며, 이는 연료 효율을 약 20% 향상시킬 것으로 예상된다. 이 기술을 개발한 팀은 2015년 왕립 자동차 클럽의 듀어 트로피를 수상했다.

### 뉴 루트마스터 프로그램

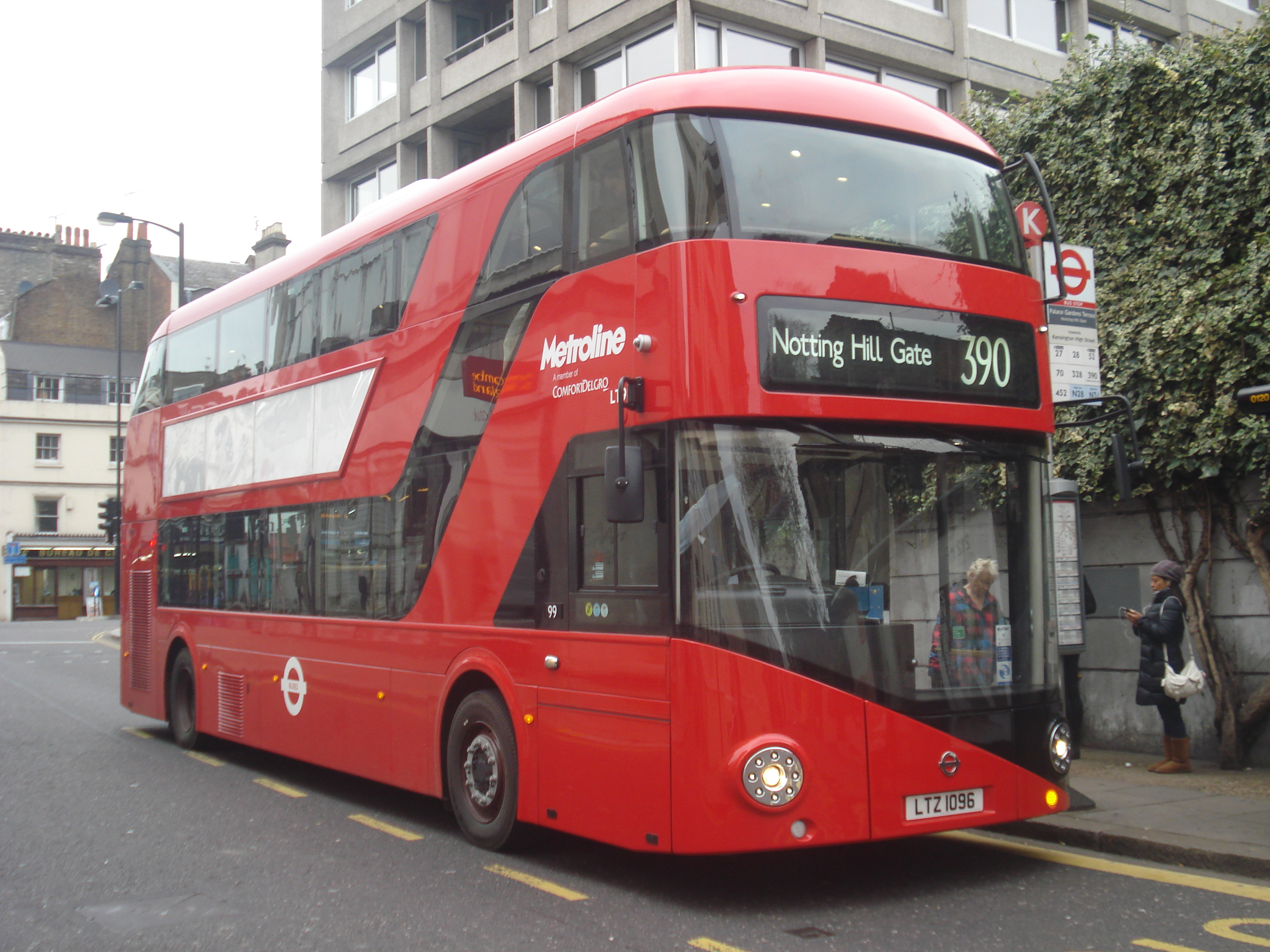
2012년부터 2018년까지 총 1,000대의 뉴 루트마스터 버스가 도입되었다.

뉴 루트마스터 2층 버스는 하이브리드 디자인으로 특별히 제작되었다. 이 버스는 기존 디젤 버스보다 40%, 런던에서 이미 운행 중인 하이브리드 버스보다 15% 더 연료 효율적이며, 디젤 버스에 비해 질소 산화물 배출량을 40%, 미립자 물질을 33% 줄이도록 설계되었다. 처음 8대의 차량은 2012년 2월 Arriva London을 통해 38번 노선에 투입되었다. 2018년까지 총 1,000대의 뉴 루트마스터가 운행 중이었다. 그러나 이 버스들은 배터리 시스템 문제로 일부는 디젤 차량으로만 운행되었으며, 총 200대의 버스가 보증 기간 내에 동력 장치를 교체할 예정이다.
2022년, Equipmake는 뉴 루트마스터 버스를 배터리로 전환하여 디젤 엔진과 하이브리드 시스템을 400kWh 배터리와 전기 모터로 교체했다. Equipmake는 이 전환이 새로운 배터리 전기 버스를 구매하는 것보다 저렴할 수 있다고 제안했다.

### 배터리 전기 버스 도입

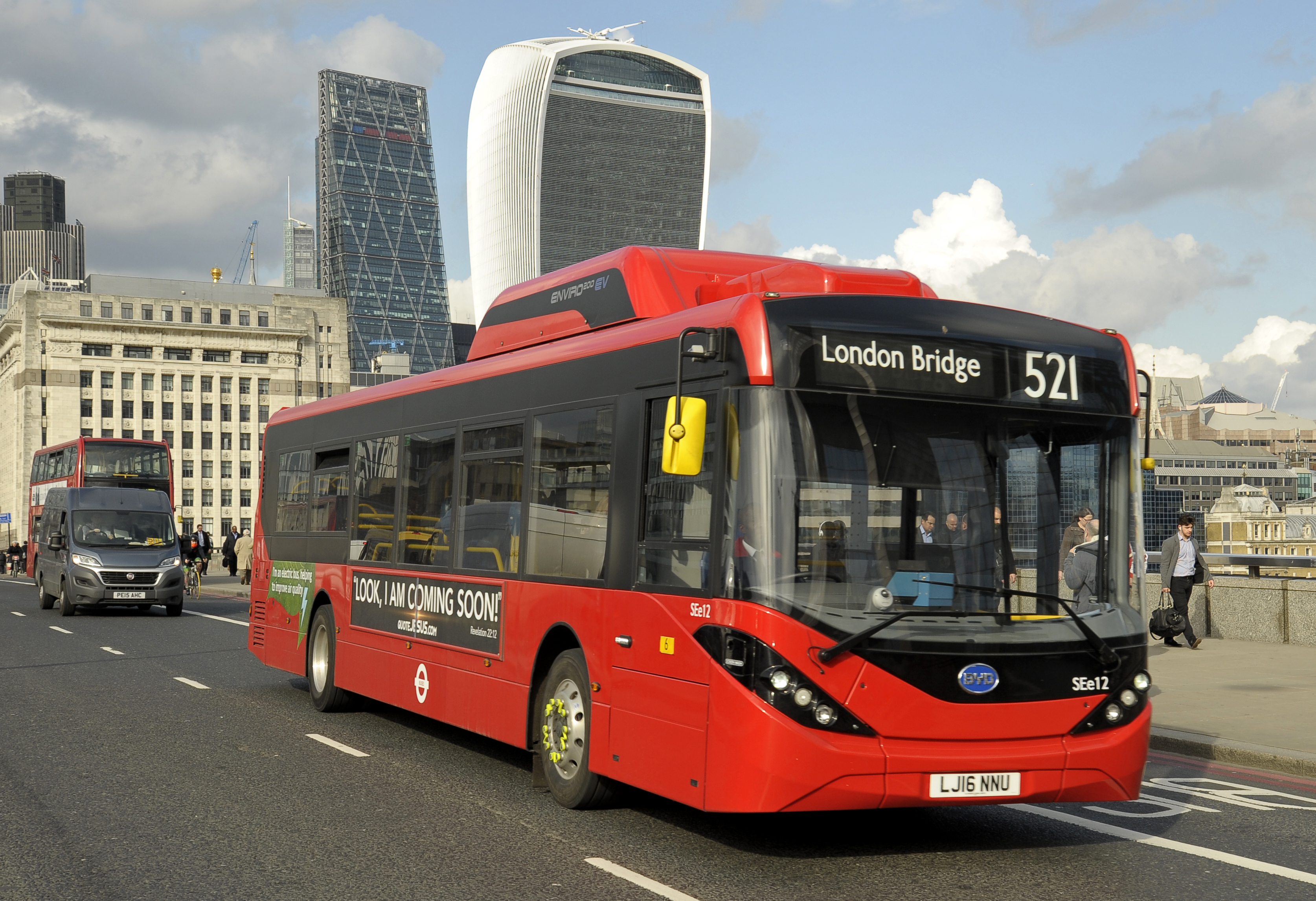
521번 노선에서 운행되는 Enviro200EV 배터리 전기 버스. 이 노선은 런던에서 처음으로 완전히 전철화된 버스 노선 중 하나이다.

2011년, TfL은 배터리식 전기버스가 아직 런던에서 사용될 만한 주행 거리와 신뢰성을 갖추지 못했지만, 중국에서 이러한 버스 도입이 모니터링되고 있다고 언급했다. 2013년 12월, 중국에서 제작된 비야디 자동차 버스를 사용하여 런던에서 처음으로 배터리 전기 버스가 521번 및 507번 노선에서 시범 운행을 시작했다. 비야디는 전기 요금과 디젤 연료 비용을 비교할 때 최대 75%의 비용 절감 효과를 예상했다. 이 시범 운행은 성공적이었으며, 배터리 전기 버스에 대한 추가 주문이 이어졌다.
2015년, 세계 최초의 배터리 전기 2층 버스가 98번 노선에서 운행을 시작했다. 런던에서 배터리 전기 단층 버스만으로 운행되는 첫 노선은 2016년 521번과 507번 노선이었다. 521번과 507번 노선의 전철화와 함께 워털루 버스 차고지는 완전히 전기화되어 유럽 최초의 전기 버스 차고지가 되었다. 런던에서 전기 2층 버스만으로 운행되는 첫 노선은 2019년 43번 노선이었다.
2021년 1월, 노후 버스 퇴역, 디젤 차량 개조, 새로운 하이브리드 및 전기 버스 도입으로 전체 차량의 모든 버스가 유로 VI 배출 기준을 충족하거나 초과한다고 발표되었다. 2021년 9월, TfL은 새로 도입되는 모든 버스가 무공해 차량이 될 것이라고 발표했다.
2022년 3월까지 700대 이상의 전기 버스가 운행 중이었다. 2022년 10월, 132번 노선의 배터리 전기 버스에 팬토그래프를 이용한 급속 충전이 도입되어 런던에서의 이 기술 사용을 시험했다. 이를 통해 낮 동안 배터리를 '충전'할 수 있다.
2023년 8월, 1000번째 무공해 버스(Wright StreetDeck Electroliner)가 운행을 시작했으며, 같은 달 말에 TfL은 런던이 유럽에서 가장 큰 무공해 버스 차량을 보유하고 있다고 발표했다. 2023년 11월, 투어 버스 운영사인 Tootbus London은 Magtec의 전기 구동계를 장착하여 버스를 무공해 차량으로 개조할 것이라고 발표했다.
2024년 8월, 알렉산더 데니스는 새로운 Enviro400EV 2층 버스가 14년 또는 1백만 킬로미터 (620,000 mi) 보증을 제공하여 배터리 교체 없이 두 번의 연속적인 TfL 버스 계약에 사용될 수 있다고 발표했다. 2024년 10월, 운영사 고-어헤드 그룹은 5억 파운드에 1,500대 이상의 전기 버스를 주문했다고 발표했으며, 그 중 거의 1,000대가 2024년 말부터 런던에서 운행을 시작할 예정이라고 밝혔다. 버스 운영사 아리바 런던은 차고지 현대화 및 전기화에 7억 3천만 파운드를 투자하고 있다고 보고했다. 블룸버그는 버스 차고지 전기화와 관련하여 토지 경쟁(신규 주택 및 산업), 고전압 전력 연결 비용 및 지연과 같은 문제점을 보고했다.
2024년 11월, 이리사르 ie tram 전기 버스가 358번 노선에서 운행을 시작했으며, 팬토그래프를 사용하여 배터리를 고속 충전하여 차고지에서 충전할 필요 없이 운행을 계속할 수 있게 되었다. TfL은 현재 1,700대의 무공해 버스가 운행 중이며, 2025년 말까지 2,500대가 운행될 것으로 예상했다. 2025년 6월, TfL은 2,000대 이상의 무공해 버스가 운행 중이며, 107개의 무공해 버스 노선이 있다고 발표했다.

### 2층 수소 연료 전지 버스 도입

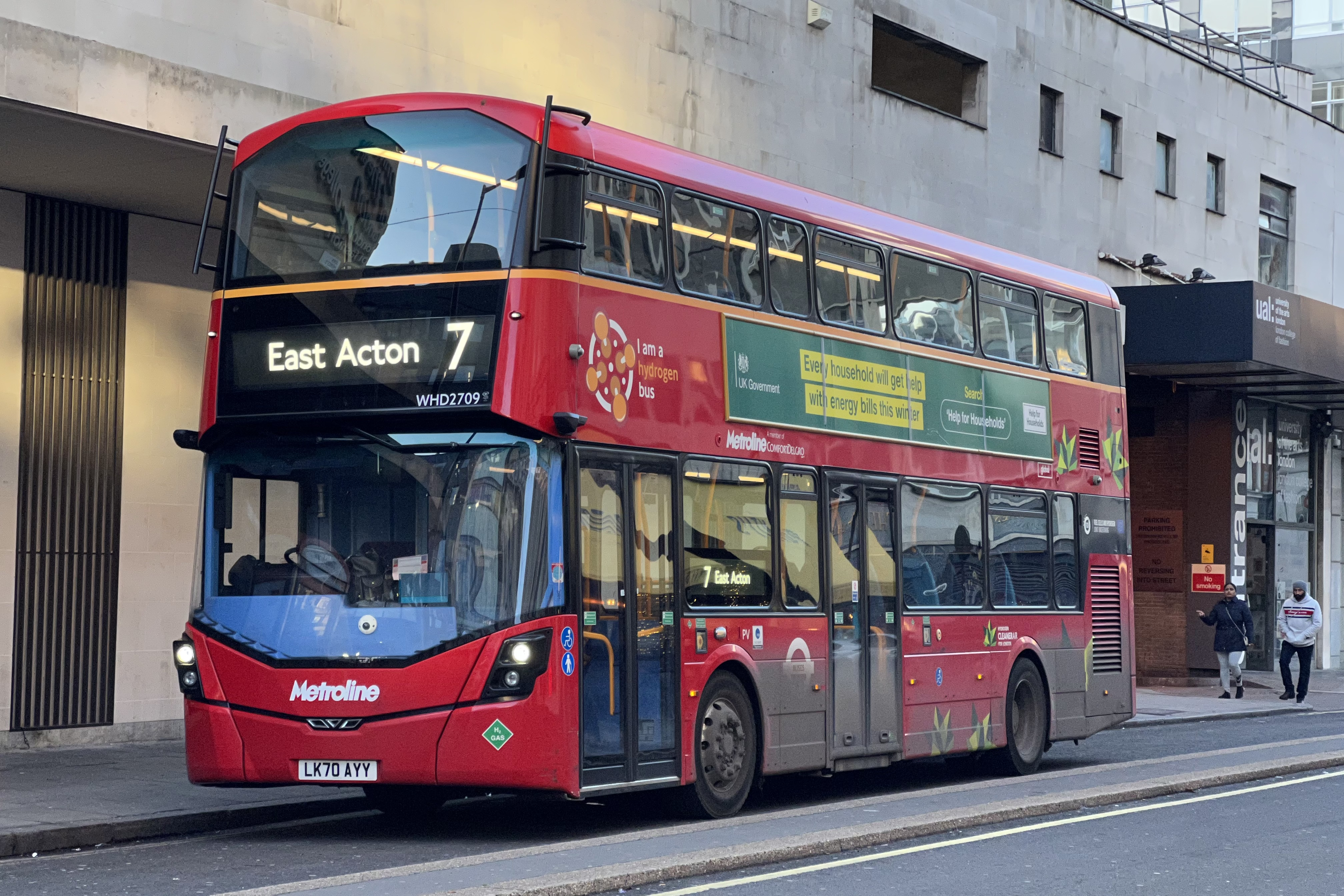
7번 노선에서 사용되는 수소 연료 전지 버스 Wright StreetDeck Hydroliner

수소 연료 전지 버스는 2004년부터 런던에서 운행되었지만, 모두 단층 버스였다. 2021년 6월, 세계 최초의 수소 연료 전지 2층 버스인 Wright StreetDeck Hydroliner가 7번 노선에서 운행을 시작했다. 2025년 6월 현재, 런던에는 20대의 수소 버스가 운행 중이다.

## 미래 계획
무공해 버스 수는 2025년까지 2,500대로 증가할 예정이다. 전체 차량은 2034년까지 무공해 차량이 될 것이며, 트랜스포트 포 런던은 추가 자금이 있다면 2030년까지 이 목표를 달성할 수 있다고 밝혔다.
TfL의 버스 액션 플랜은 배터리 전기 버스의 야간 충전이 긴 노선 길이로 인해 약 15%의 노선에 적합하지 않을 수 있다고 언급한다. 이러한 노선의 경우, TfL은 운행 중 버스가 고속 충전하는 "기회 충전" 또는 수소 연료 전지 버스 사용을 고려하고 있다.
2025년 4월 7일 개통된 동런던의 템스강을 가로지르는 새로운 교차로인 실버타운 터널을 이용하는 모든 버스 노선은 무공해이다.

## 현재 운행 요약
107개의 버스 노선은 무공해 차량만으로 운행된다.
현재 다양한 하이브리드 차량이 사용되고 있다. 여기에는 볼보 B5LH, 알렉산더 데니스 Enviro400H, Wright Streetdeck, 라이트 SRM, 뉴 루트마스터가 포함된다.
현재 사용되는 배터리 전기 및 수소 연료 전지 차량에는 알렉산더 데니스 Enviro200 EV, 카에타노 e.City Gold, Wright GB Kite, Optare MetroCity EV 및 볼보 BZL 단층 버스와 Wright StreetDeck, Optare MetroDecker EV, 알렉산더 데니스 Enviro400 EV City 및 볼보 BZL 2층 버스가 포함된다.
그러나 더 이상 하이브리드 단층 버스는 없다. 이전 유형에는 알렉산더 데니스 Enviro200H, Wright Electrocity 및 Optare Tempo가 포함된다. 런던의 모든 하이브리드 Wright Gemini 2 버스는 철수되었다.

## 반응
런던의 저공해 차량 도입은 저탄소 차량 파트너십 (LowCVP)으로부터 찬사를 받았으며, LowCVP는 2010년 7월 트랜스포트 포 런던에 버스 부문 최초의 저탄소 챔피언 상을 수여했고, 2013년에는 뉴 루트마스터 개발로 Wrightbus와 공동 수상했다. 2013년 LowCVP 10주년 기념 행사에서 TfL은 런던 혼잡통행료, 런던 저배출구역 및 하이브리드 및 수소 버스 도입을 포함한 지난 10년간의 노력에 대해 '탁월한 성과' 상을 수상했다.
운영사 Go-Ahead의 연구에 따르면 사람들은 여행이 무공해임을 알게 되면 버스를 이용할 가능성이 더 높다고 나타났다.

## 비교
- 2025년 6월 현재, 파리에는 약 1,100대의 무공해 버스, 1,300대의 하이브리드 버스, 2,500대의 바이오메탄 버스가 운행 중이다.[73]
- 2025년 3월 현재, 모스크바에는 2,300대 이상의 전기 버스가 운행 중이다.[7]
- 2025년 5월 현재, 뉴욕시에는 약 960대의 하이브리드 버스, 730대의 압축 천연가스(CNG) 버스, 15대의 배터리 전기 버스가 운행 중이다.[74]
- 2025년 3월 현재, 로스앤젤레스에는 약 2,000대의 CNG 버스와 50대의 배터리 전기 버스가 운행 중이다.[75]

## 같이 보기
- 모스크바의 전기 버스
- 중국의 전기 버스